# إنريكو دانتي
إنريكو دانتي (بالإيطالية: Enrico Dante)‏ هو عالم عقيدة ودبلوماسي إيطالي، ولد في 5 يوليو 1884 في روما في إيطاليا، وتوفي بنفس المكان في 24 أبريل 1967.